# Caenis eglinensis
Caenis eglinensis är en dagsländeart som beskrevs av Pescador och Richard 2006. Caenis eglinensis ingår i släktet Caenis och familjen slamdagsländor. Inga underarter finns listade i Catalogue of Life.